# Garcimore
José García Moreno, dit Garcimore, né le 16 novembre 1940 à Elche de la Sierra (Castille-La Manche, Espagne) et mort le 18 avril 2000 au Gué-de-Longroi (Eure-et-Loir, France), est un illusionniste, humoriste et musicien franco-espagnol.
Garcimore utilisait l'humour pour mettre en valeur ses talents de prestidigitateur. Il obtient un grand succès à la télévision française à la fin des années 1970 jusqu’aux débuts des années 1980, auprès notamment de l’animatrice et speakerine Denise Fabre.

## Biographie

### Jeunesse et débuts
Fils d'un garde civil, José Garcimore apprend la musique dans la fanfare de son village où il joue de la trompette. Devenu orphelin, il entre dans une école d'enfants de troupe où il est affecté à la section musique. Il suit des cours au Conservatoire royal supérieur de musique de Madrid où il reçoit un premier prix en 1962 et endosse le rôle de chef d'orchestre. Son instrument de prédilection est le tuba, mais il joue également de la plupart des cuivres.
En 1967, il arrive à Paris où il passe sans succès des auditions dans différents cabarets avant d'être embauché par l'un d'eux. Il part ensuite pour Tours puis Marseille où il trouve de modestes engagements. Au milieu des années 1970, il est musicien à l'harmonie de Grenoble.
Il fait ses premiers spectacles à Palavas-les-Flots avant de revenir à Paris en 1976.  

### Carrière
José Garcimore se produit régulièrement au Caveau de la République à Paris et fait plusieurs tournées en France. Il y enregistre en 1977 une douzaine de sketches intégrant des vrais-faux tours de magie, regroupés dans un premier 33 tours intitulé Un Espagnol à Paris, produit par Jacques Canetti et enregistré au Caveau de la République par Robert Caplain. Il se produit aussi au sein des comités des fêtes, discothèques et autres organisateurs de soirées privées qui le sollicitaient en permanence.
Sur scène, il invite des spectateurs et demande : « Est-ce que tu pourrais nous faire un tour de cartes ? » Naturellement, chacun répond « non » ; il pose alors son jeu de cartes au sol et en fait le tour, en disant « Facile ! ». Son public rit également lorsqu'il fait semblant de rater l'un de ses tours de magie : il promet par exemple de sortir un lapin d'un chapeau mais se « trompe » et en sort quelque chose de différent, provoquant l'hilarité des spectateurs. Ses spectacles ont su conquérir un public fidèle.
Roland Berger, directeur artistique, l'encourage et l'introduit sur la scène du cabaret Don Camilo.  Alors qu'il donne un spectacle au Don Camilo, Roger Pradines le remarque et le fait passer dans l'émission TV Music Hall. 

Complice notamment de Denise Fabre et de Pierre Douglas dans les émissions Restez donc avec nous le samedi, Au plaisir du Samedi et Samedi est à vous sur TF1, à la fin des années 1970 puis au début des années 1980, il est le plus célèbre des magiciens de la télévision française. Ses formules humoristiques : « Déconstrasté », « Y m'énerve » ou « Des fois ça marche, des fois ça marche pas », sont restées dans les mémoires. Il émerveille aussi des milliers d'enfants dans l'émission Les Visiteurs du mercredi.
Tout comme Gérard Majax ou Dominique Webb il a sa boîte de jeu de magie à son nom, Amusez-vous avec Garcimore. Il fait aussi à plusieurs reprises la couverture de certaines numéros du magazine Pif Gadget pour présenter des tours de magie.
Son rire particulier est devenu un de ses traits les plus caractéristiques, tout comme ses mimiques mais aussi son accent méditerranéen d'origine espagnole surjoué, utilisé avec une parfaite maîtrise du français. Par ailleurs, ses tours « ratés », avec les « petites souris » Tac et Tac-Tac, déclenchent les fous rires de Denise Fabre, le communiquant aux téléspectateurs. Il utilise également d'autres animaux : la chienne Dolly, la chouette Bouma, un pigeon blanc, deux tourterelles, le lapin Rustine, la poule Opo, ou encore un perroquet.
En 1980, il est la vedette principale du podium du Tour de France et en 1981, il passe en vedette à l'Olympia. Tombé dans l'oubli et le besoin dans les années 1980 et les années 1990, il prend contact avec La roue tourne, association qui aide les anciens artistes en difficulté et qui lui fait jouer quelques rôles de figurant.
Il rencontre l'illusionniste américain David Copperfield au cours d'une séquence de Nulle part ailleurs et s'amuse avec ses tours de l'arrogance de Copperfield,.
Sa dernière apparition télévisée dans l'émission Le Plus Grand Cabaret du monde, animée par Patrick Sébastien, est diffusée après sa mort.

### Mort
Garcimore meurt en 2000 à l'âge de 59 ans des suites d'un accident vasculaire cérébral dans sa résidence du Gué-de-Longroi près de Chartres, commune où il est inhumé.
Il est le père de deux enfants, Florent et Rodolphe.

## Discographie
- 1977 : Un Espagnol à Paris (33 tours)
- 1979 : C'est écrit sur la casquette / Mon hélicon
- 1979 : Mes petites souris (Edmond Meunier / Gaby Verlor) / Décontrasté (Edmond Meunier / Gaby Verlor)
- 1981 : Le Méchant Loup / L'Escargot
- 1982 : Dans un an t'y es / Hop hop hoptimiste
- 1983 : L'Hôtel des impôts / Le Niveau de vie
- 1984 : Le Rêve du magicien (Martial Carré / Gaby Verlor) / Nous les magiciens
- 1989 : France-Espagne España-Francia (Edmond Meunier / Gaby Verlor) / L'Alcootest
- 1995 : Décontrasté

## Publications
- Les Secrets de Garcimore (photographies de Martin Monestier), Gallimard, 1978.
- Le Magicien assassiné, éditions du Belvédère, 1986, 222 p. (ASIN B0014MUDNM). Dans ce livre, Garcimore raconte combien a été difficile de gérer « l'après-télévision ».

## Filmographie
- 1979 : C'est dingue, mais on y va... ! de Michel Gérard : le soldat à la contrebasse
- 1997 : Alliance cherche doigt de Jean-Pierre Mocky : le docteur Guelos